# 中丁
中丁（ちゅうてい）は、殷の第10代の王。仲丁とも書く。
太戊（中宗）の子。『史記』によれば亳から隞（囂）に遷都した。竹書紀年によれば藍夷を攻めたという。 